# Vietnamantilop
Vietnamantilop (Pseudoryx nghetinhensis) är en art i underfamiljen oxdjur som upptäcktes så sent som 1992 av vetenskapsmän från västvärlden. Djuret lever i Laos och Vietnam.

## Upptäcktshistoria
Arten fick sitt vetenskapliga namn 1993 tillsammans med en zoologisk beskrivning. Upptäckten var en liten sensation då det vid slutet av 1900-talet antogs att alla större däggdjur var kända.
I maj 1992 upptäcktes tre par horn i nationalparken Vu Quang i nordvästra Vietnam. Efteråt letades efter levande exemplar och fram till slutet av 1994 iakttogs 20 individer. Året 1996 fångades och fotograferades en levande hona i Laos. Numera är flera iakttagelser dokumenterade men ändå är vietnamantilopen ett mycket sällsynt djur.
I september 2013 fotograferades en vild vietnamantiolop av en kamera riggad av Världsnaturfonden.

## Kännetecken
Vietnamantilop har en kroppslängd (huvud och bål) av 150 till 200 centimeter, en mankhöjd av cirka 90 centimeter, en svanslängd av ungefär 13 centimeter och en vikt omkring 100 kilogram. Pälsens grundfärg är rödbrun till mörkbrun och ovanför varje hov finns ett vitt band. I ansiktet finns vita mönster som varierar mellan individerna men en vit dtrimma ovanför varje öga förekommer alltid. I kroppsbyggnaden liknar den dykarantiloper. De smala och nästan raka hornen är riktade en bit bakåt. Hornens längd går upp till 52 cm.

## Habitat
Vietnamantilopen vistas i täta regnrika regnskogar i regioner 300 till 1 800 meter över havet. Den finns ofta nära små vattendrag och föredrar växten Homalomena aromatica som föda som tillhör familjen kallaväxter (Araceae). Ytan på hela utbredningsområdet uppskattas med 8 000 km².

## Levnadssätt
Det är nästan ingenting känt om djurets beteende. Troligtvis lever individerna ensamma, i par eller i små grupper med upp till sju medlemmar. Vietnamantilopen är aktiv på morgonen samt på senare eftermiddagen och uppenbarligen mycket skygg. 1996 hittades en död hona som var dräktig. På grund av embryots utveckling antas att födelsen sker i maj eller tidigt i juni. Honans ålder uppskattades till åtta till nio år men dödsorsaken förblev oklar.
Enligt lokalbefolkningens berättelser äter arten blad från träd och buskar som står intill vattendrag samt gräs och örter.

## Hot och skyddsåtgärder
Tretton exemplar hölls tidigare i fångenskap men alla dog efter några veckor. Den vietnamesiska regeringen inrättade därför ett förbud att fånga dessa djur. IUCN listar arten som akut hotad (critically endangered). Angående populationen finns idag inga godkända uppskattningar men beståndet borde inte vara större än några hundra exemplar.

## Systematik och etymologi
I början antogs att vietnamantilop är en medlem i gruppen getdjur. Vietnamantilopen har samma slags körtel vid ögonen som arter i släktet Capricornis.
Efter undersökningar av djurets DNA räknas arten numera till underfamiljen oxdjur. Djurets position i underfamiljen är fortfarande outredd.
På vietnamesiska heter vietnamantilopen Saola (eller Sao La) som betyder "sländhorn". Det vetenskapliga namnet Pseudoryx kan översättas med "falsk oryx" och syftar på hornens utseende som liknar horn från arter i släktet Oryx.